# Trentepohlia chionopoda
Trentepohlia chionopoda är en tvåvingeart som beskrevs av Alexander 1931. Trentepohlia chionopoda ingår i släktet Trentepohlia och familjen småharkrankar. Inga underarter finns listade i Catalogue of Life.